# Розанов Олексій Михайлович
Олексі́й Миха́йлович Роза́нов (1900, місто Нижній Новгород, тепер Російська Федерація — розстріляний 23 лютого 1939, Москва) — радянський діяч органів держбезпеки, народний комісар внутрішніх справ Чуваської АРСР. Входив до складу особливої трійки НКВС СРСР. Депутат Верховної Ради СРСР 1-го скликання (1937—1938).

## Біографія
Народився в родині робітника-тесляра. У 1909—1912 роках — учень початкового училища імені Храмцева міста Нижнього Новгорода. У 1913 — травні 1918 року — учень механіко-технічного училища імені Кулібіна міста Нижнього Новгорода.
З травня по жовтень 1914 року — кочегар на пароплаві «Святополк» (на Волзі); з травня по жовтень 1915 року —   мастильник на пароплаві «Святополк»; з травня по жовтень 1916 року — мастильник на пароплаві «Імператриця»; з травня по жовтень 1917 року — помічник машиніста на пароплаві «Буря»; з травня по жовтень 1918 року — помічник машиніста на пароплаві «Буря» (на Волзі).
У грудні 1918 — січні 1919 року — рядовий 1-го батальйону військ Всеросійської надзвичайної комісії (ВЧК) у містах Нижній Новгород і Валуйки.
У січні — червні 1919 року — кресляр в Нижньогородській губернській Раді народного господарства.
Член РКП(б) з лютого 1919 року.
У червні — вересні 1919 року — рядовий 2-го Нижньогородського інженерного батальйону РСЧА. У вересні — грудні 1919 року — військовий комісар гідротехнічного відділу 8-го військово-польового будівництва Східного фронту РСЧА. У грудні 1919 — жовтні 1921 року — військовий комісар 8-го військово-польового будівництва Туркестанського фронту РСЧА. У жовтні 1921 — липні 1922 року — військовий комісар 61-го автозагону Туркестанського фронту. У липні 1922 — грудні 1923 року — військовий комісар і помічник командувача 8-го Червонопрапорного полку. З грудня 1923 по лютий 1924 року — в особливому резерві ПУР РСЧА. У лютому — березні 1924 року — інструктор політичного відділу 17-ї стрілецької дивізії РСЧА.
У березні 1924 — березні 1925 року — народний слідчий Нижньогородського губернського суду. У квітні 1925 — лютому 1927 року — народний слідчий 3-го району міста Шар'я Нижньогородської губернії.
З лютого 1927 року — в органах державної безпеки. У лютому 1927 — 1929 року — помічник уповноваженого економічного відділу Нижньогородського губернського відділу ДПУ. У 1929 — серпні 1930 року — оперативний уповноважений економічного відділу Повноважного представництва ОДПУ по Нижньогородському краю. У серпні 1930 — вересні 1933 року — начальник 3-го відділення економічного відділу Повноважного представництва ОДПУ по Нижньогородському краю.
У вересні 1933 — липні 1934 року — начальник інспекції резервів Повноважного представництва ОДПУ по Горьковському краю. У липні 1934 — лютому 1937 року — начальник відділу резервів УНКВС по Горьковському краю.
З 16 лютого 1937 по 10 липня 1938 року — народний комісар внутрішніх справ Чуваської АРСР. Входив до складу особливої трійки, створеної за наказом НКВС СРСР від 30 липня 1937 року, брав активну участь в сталінських репресіях.
Заарештований у липні 1938 року. Засуджений Військовою колегією Верховного суду СРСР 22 лютого 1939 року до страти. Розстріляний наступного дня. Не реабілітований.

## Звання
- лейтенант державної безпеки (3.02.1937)

## Нагороди
- знак «Почесний працівник ВЧК-ДПУ (XV)» (17.09.1933)